# Daniel West
Daniel West è uno dei quattro Anti-Flash e il primo ad essere apparso in the New 52.

## Storia

### Prima dei poteri

#### Infanzia
Daniel e la sorella Iris vengono maltrattati dal padre perché la madre era morta dando alla luce Daniel. Un giorno Daniel scappa di casa e rompe una gamba al padre.

#### Origini
Daniel prova a fare carriera in una banda di criminali per guadagnare e riconciliarsi con la sorella. Purtroppo tentano il colpo alla Central City bank nel primo giorno da supereroe di flash. Daniel finisce così in prigione

#### Guerra dei Gorilla
Daniel viene rilasciato durante l'invasione ordinata da Re Grodd solo per essere prima catturato dai gorilla e poi salvato dai nemici. Quando, nel mondo speculare, scopre che questi ultimi rapinano quelli che salvano, si rifiuta e prova a fuggire, solo per finire a sbattere contro una monorotaia della forza di velocità, distruggendola. Si risveglia fuori dal mondo speculare, con indosso il costume fatto di pezzi della monorotaia.

### Anti
Scopre di poter tornare indietro nel tempo acquisendo energia da chi uccide. Inizia quindi a cacciare tutti coloro che sono entrati in contatto con la forza della velocità. Nel duello finale con flash riesce a rubare energia anche a quest' ultimo e a tornare indietro nel tempo per compiere il suo obbiettivo: uccidere suo padre.purtroppo per lui le cose non vanno come sperato e si trova davanti a una versione più giovane di sé stesso e di Iris. Vedendo la sorella che lo chiama mostro, d
aniel lascia le redini dei suoi poteri a flash, che rimette a posto la linea temporale. Perde apparentemente i poteri assieme alla sorella.

### Suicide Squad e morte
Daniel viene poi reclutato dal team della Waller per alcune missioni. Muore provando a spostare una bomba che lo fa apparentemente esplodere.